# Rathaus Le Raincy

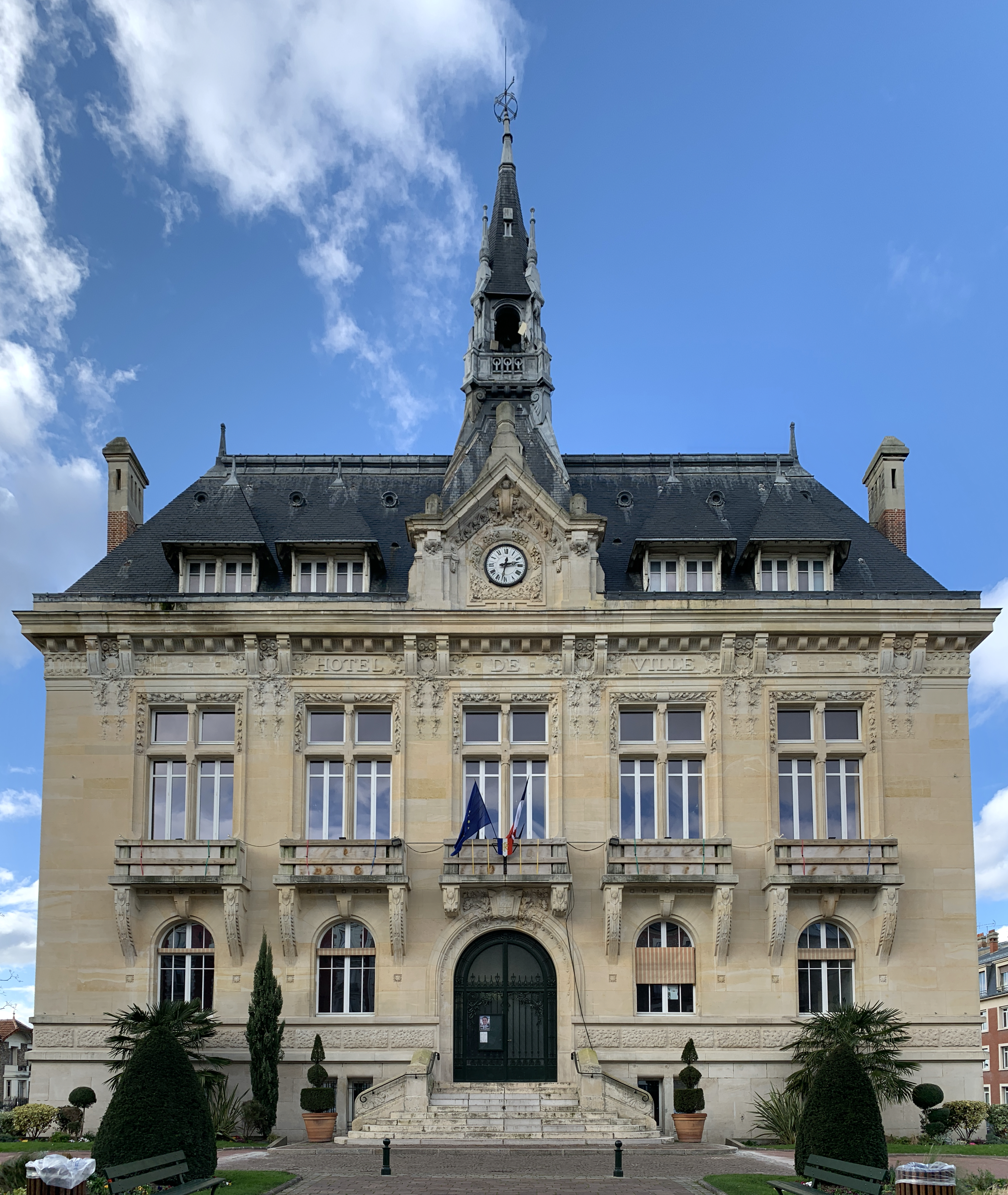
Rathaus in Le Raincy

Das Rathaus (französisch Mairie) in Le Raincy, einer französischen Gemeinde im Département Seine-Saint-Denis in der Region Île-de-France, wurde 1911 errichtet. Das Rathaus steht an der Avenue de la Résistance.
Der zweigeschossige Bau besitzt fünf Fensterachsen und ist über eine Freitreppe zu erreichen. Über der Mittelachse erhebt sich ein hoher Dachreiter, der von einer schlanken Laterne bekrönt wird. Darunter ist eine Uhr in einem Dreiecksgiebel angebracht.